# Eberhardt Illmer
Eberhardt Illmer (Strassbourg, 30 gennaio 1888 – 26 dicembre 1955) è stato un calciatore tedesco, di ruolo portiere.